# Barberaren i Sevilla
För andra betydelser, se Barberaren i Sevilla (olika betydelser).

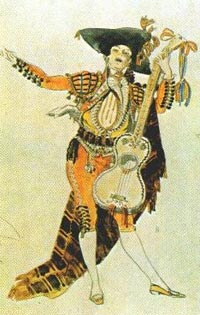
Figaro

Barberaren i Sevilla (italienska: Il barbiere di Siviglia) är en italiensk komisk opera (melodrama buffo) i två akter med musik av Gioacchino Rossini och libretto av Cesare Sterbini efter Pierre de Beaumarchais  pjäs Barberaren i Sevilla eller Den fåfänga försiktigheten (1775). Operan hade urpremiär på Teatro Argentina i Rom den 20 februari 1816 med tonsättaren själv som dirigent. Första kvällen blev ett fiasko, men sedan kom framgångarna.

## Historia
Rossini fick i uppdrag att komponera två operor för karnevalen i Rom 1816. Den första, Torvaldo e Dorliska, framfördes den 26 december 1815 och samma dag lovade han i kontrakt att ha den andra färdig senast den 20 januari 1816. Tiden var knapp och Rossini försäkrade att det 600 sidor stora partituret till Barberaren i Sevilla skrevs på endast 19 dagar. Denna tidsbrist tvingade honom att låna melodier och till och med hela nummer från äldre verk. Han tog melodier från Haydns oratorium Årstiderna och han byggde Bertas aria på en rysk melodi, som han hört i Rom. En spansk air användes i scenen under Rosinas balkong vid första framförandet, men när detta inte gjorde tillräcklig effekt skrev Rossini den berömda cavatinan Ecco ridente il cielo. Han hade använt denna melodi i sin tidigare opera, Aureliano in Palmira, och den var ursprungligen hämtad från ett ännu äldre verk, Ciro in Babilonia.
En del av den ursprungliga musiken till operan har gått förlorad och ersatts av annan musik. Detta gäller till exempel ouvertyren, som i sin nuvarande utformning först skrevs till operan Aureliano in Palmira och senare också användes som introduktion till en tragisk opera om Elisabeth I av England och earlen av Essex, Elisabetta, regina d'Inghilterra.

### Premiären
Operan ansågs till en början som en pietetslös omarbetning av Giovanni Paisiellos opera Barberaren i Sevilla baserad på samma teaterstycke, men kom efterhand att erkännas som överlägsen Paisiellos version. Paisiello hade 34 år tidigare komponerat sin version. För att inte förarga Paisiellos beundrare kallade Rossini sitt verk Almaviva, eller Den fåfänga försiktigheten, och gjorde sig mycket besvär med att erhålla Paisiellos tillåtelse att använda samma ämne. Men även detta visade sig vara en fåfäng försiktighet, ty operan blev regelrätt utvisslad vid premiären 20 februari 1816. När Rossinis vänner gick hem till honom för att trösta honom fann de honom djupt insomnad; han var av allt att döma fullt övertygad om att nederlaget en dag skulle vändas till seger. Inte desto mindre överlämnade han ledningen för operan till någon annan vid nästa framförande och föredrog att stanna hemma. Efter detta framförande samlades en stor människomassa utanför hans hus. Han trodde att de hade kommit för att än en gång skymfa honom, men så var inte fallet. Paisiellos opera var nu bortglömd och folket hade kommit för att hylla den nye mästaren.
Den svenska premiären ägde rum på Stockholmsoperan den 26 oktober 1825 och iscensattes åter med premiär den 7 november 1931, den 5 oktober 1943 och den 25 januari 1958. Den sattes upp på Folkoperan med premiär den 10 februari 1989. samt på Göteborgsoperan med premiär den 7 oktober 2000 och den 16 september 2007.
Operan har sin fortsättning i Mozarts Figaros bröllop.
Originalpartituret med Rossinis handskrift finns i Kungliga musikkonservatoriets bibliotek i Köpenhamn.

## Roller
- Greve Almaviva (tenor)
- Doktor Bartolo, läkare, Rosinas förmyndare (bas)
- Rosina, hans myndling, (mezzosopran)[6]
- Basilio, Rosinas musiklärare (bas)
- Figaro, barberare i Sevilla, (baryton)
- Berta (Marcellina), Rosinas guvernant (mezzosopran)
- Fiorello, Almavivas betjänt (baryton)
- Ambrosio, Bartolos tjänare (bas)
- En officer (bas)
- Notarien (stum roll)
- Musikanter och vaktmanskap (kör)

## Handling
Operan utspelas i Sevilla omkring 1750.

### Akt I
Greve Almaviva sjunger en serenad ("Ecco ridente in cielo") under Rosinas balkong, men den sköna visar sig inte. Lyckligtvis dyker barberaren Figaro upp och förklarar sig villig att hjälpa greven ("Largo al factotum"), som har  följt efter Rosina från Madrid. Hon vaktas emellertid noggrant av sin gamle förmyndare doktor Bartolo, som själv tänker gifta sig med henne. Rosina kommer fram i fönstret med en biljett till Almaviva, som hinner ta upp den från gatan innan Bartolo får tag i den. Han lämnar sitt hus en kort stund, och under tiden berättar Almaviva för Rosina att han heter Lindoro och att det enda han äger är sin kärlek till henne.
Rosina har skrivit ett brev till Lindoro som hon ber Figaro överlämna ("Una voce poco fa"). Då Bartolo kommer hem gömmer sig Figaro och får på så sätt höra att Bartolo förtalar Almaviva inför Rosina ("La calunnia è un venticello"). Förklädd till berusad dragon kommer greven och begär inkvartering, och samtidigt får han tillfälle att tala om för Rosina vem han är. Bartolo är läkare och därmed befriad från inkvarteringsskyldigheten men det bryr sig inte den allt bråkigare dragonen om, och till sist kommer vakten för att gripa honom. Efter några ord från den förklädde greven försvinner emellertid konstaplarna ("Fredda ed immobile, come una statua").

### Akt II
Nu när den första förklädnaden misslyckats försöker Almaviva få tillträde som sånglärare i stället för don Basilio, som påstås vara sjuk ("Pace e gioia sia con voi"). Bartolo är skeptisk, men då "sångläraren" säger sig känna Almaviva, och är villig att förtala honom inför Rosina, låter Bartolo tillkalla henne. Hon känner genast igen Lindoro och förklarar sig villig att ta lektioner. Under tiden skall Figaro raka Bartolo men de störs av don Basilio, som till sin förvåning får höra att han är sjuk men går med på ett spratt då Almaviva sticker till honom en fylld börs. Bartolo avlyssnar samtalet mellan Rosina och hennes sånglärare och uppsnappar ordet förklädnad, varpå han rusar in och sliter peruken av Almaviva som i all hast måste ta till flykten med Figaro. Bartolo sänder bud efter don Basilio, som förmodar att den falske sångläraren var den beryktade greve Almaviva. Bartolo skickar genast efter notarien, men denne är inte hemma. I stället kallar han in Rosina och visar henne hennes egen biljett till Lindoro som den falske sångläraren har gett honom som tecken på att han kände greve Almaviva. Rosina blir upprörd och tror att Lindoro har förrått henne, och hon går med på att gifta sig med Bartolo.
Under ett väldigt åskväder lyckas Almaviva och Figaro ta sig in i Bartolos hus, men Rosina vill inte veta av Lindoro eftersom hon tror att han vill sälja henne till den skurkaktige greven. Då han avslöjar att han själv är greve Almaviva blir hon lycklig, och så fort Basilio kommer med notarien, som har med sig ett äktenskapskontrakt, skyndar de sig att skriva under. Don Basilio mutas att vara vittne tillsammans med Figaro. Då Bartolo stiger in med några soldater i följe finns det inget annat att göra än att resignera och glädja sig över att han får behålla Rosinas hemgift.

## Musiken
Orkestern består av:
- Träblås: två flöjter, två oboer, två klarinetter, två fagotter
- Bleckblås: två valthorn, två trumpeter, två tromboner
- Slagverk: pukor, bastrumma, cymbal, triangel
- Stråkar
- Piano, gitarr

Operan innehåller följande musiknummer:
- Sinfonia (Ouvertyr)

Akt I
- Introduktion (Fiorello, greven, kör): "Piano, pianissimo" (Scen 1)
- Cavatina (Greven): "Ecco ridente in cielo" (Scen 1)
- Cavatina (Figaro): "Largo al factotum" (Scen 2)
- Canzone (Greven): "Se il mio nome saper voi bramate" (Scen 4)
- Duett (Figaro, Greven): "All'idea di quel metallo" (Scen 4)
- Cavatina (Rosina): "Una voce poco fa" (Scen 5)
- Aria (Basilio): "La calunnia è un venticello" (Scen 8)

- Duett (Rosina, Figaro): "Dunque io son… tu non m'inganni?" (Scen 9)
- Aria (Bartolo): "A un dottor de la mia sorte" (Scen 10)
- Final I: "Ehi di casa… buona gente" (Scen 13–16)
- Stretta och Final I (Tutti, Officer, kör): "Ma signor" / "Zitto tu!" (Scen 16)

Akt II
- Duett (Greven, Bartolo): "Pace e gioia il ciel vi dia" (Scen 2)
- Aria (Rosina): "Contro un cor che accende amore" (Scen 3)
- Arietta (Bartolo): "Quando mi sei vicina" (Scen 3)
- Kvintett (Rosina, Greven, Figaro, Bartolo, Basilio): "Don Basilio!…" / "Cosa veggo!" (Scen 4)
- Aria (Berta): "Il vecchiotto cerca moglie" (Scen 6)
- Temporale/ovädersmusik (Figaro, Greven): "Al fine eccoci qua" (Scen 9)
- Terzett (Rosina, Greven, Figaro): "Ah qual colpo inaspettato!" (Scen 9)
- Accompagnato-Recitativ (Greven, Bartolo): "Il Conte!… che mai sento!" (Scen 11)
- Aria (Greven, kör): "Cessa di più resistere" – "Ah il più lieto" (Scen 11)
- Finaletto II (Tutti och kör): "Di sì felice innesto" (Scen 11)

### Återanvänt musikmaterial
Rossini använde sig av åtskilligt musikmateriel från tidigare verk:
- Till den ouvertyr som spelades vid uruppförandet har inget noter överlevt. Det finns teorier om att Rossini hade komponerat en helt ny ouvertyr, men de flesta äldre utgåvor innehåller en ouvertyr som redan hade brukats av Rossini för Aureliano in Palmira och Elisabetta, regina d'Inghilterra, och som Rossini ursprungligen hade komponerat 1811 för L'equivoco stravagante.

- Öppningskören "Piano, pianissimo" härrör från inledningskören "In segreto a che ci chiami" från akt II av Sigismondo.
- Almavivas cavatina "Ecco ridente in cielo" (Akt I, scen 1) bygger på de åtta inledningstakterna till prästkören "Sposa del grande Osiride" från Aureliano in Palmira.
- Andra delen av Rosinas cavatina "Una voce poco fa" (akt I, scen 5) kommer också från Aureliano in Palmira (Arsaces rondo "Non lasciarmi in tal momento") och dyker också upp i Elisabettas avskedsaria i Elisabetta, regina d'Inghilterra.
- Även början på Basilios aria "La calunnia è un venticello" (akt I, scen 8) kommer från Arsaces och Zenobias duett i Aureliano in Palmira. Arians crescendo härstammar från Ladislaos och Aldimiras duett från akt I av Sigismondo.
- Tonföljden i Rosinas ord "Ah, tu solo Amor tu sei" i duetten "Dunque io son" (akt I, scen 9) är identiska med Fannìs aria "Vorrei spiegarvi il giubilo" från La cambiale di matrimonio.
- Orkesterpassusen "I confetti alla raggazza" i Bartolos aria "A un dottor de la mia sorte" (akt I, scen 10) kommer från duetten "E un bel nodo che due cori" i Il signor Bruschino.
- Melodin till Rosinas ord "Dolce nodo avventurato" från terzetten "Ah qual colpo inaspettato!" (akt II, scen 9) hämtade Rossini från kantaten Egle ed Irene.
- Ovädersmusiken (akt II, scen 9) kommer från La pietra del paragone och L'occasione fa il ladro.

Utöver detta finns det flera musikcitat från andra kompositörer:
- Avsnittet Zitti, zitti, piano, piano i terzetten "Ah qual colpo inaspettato!" (akt II, scen 9) tog Rossini från Simons första aria "Schon eilet froh der Ackersmann" i Joseph Haydns oratorium Årstiderna.
- Orden "Mi par d'esser con la testa" i finaldelen bygger på ett tema till finalen av akt II av Gaspare Spontinis opera Vestalen.
- Bertas aria "Il vecchiotto cerca moglie" (akt II, scen 6) bygger förmodligen på en rysk folksång.

Omvänt har musik från Barberaren i Sevilla senare dykt upp i andra musikverk:
- La gazzetta innehåller musik från sju tidigare operor däribland Barberaren i Sevilla.
- Askungens rondo "Non più mesta" i finalen till La Cenerentola är en omändrad version av Almavivas cabaletta "Ah il più lieto" (akt II, scen 11).
- Orkesterförspelet till akt II av Gaetano Donizettis Il borgomastro di Saardam plagierar den till soldat förklädde grevens entréaria i akt I.

## Inspelningar (urval)
- Il barbiere di Siviglia. Ewing, Rawnsley, Cosotti, Desderi, Furlanetto. Clyndebourne Choir, London Ohilharmonic Orchestra. Cambreling, dirigent. Warner NVC Arts DVD 4509 99223-2.
- Il barbiere di Siviglia. Callas, Alva, Gobbi, Ollendorf. Philharmonia Choir and Orchestra. Galleria, dirigent. EMI Stereo 4 56444-2. 2 CD.[7]